# Giandomenico Spinola (Archäologe)
Giandomenico Spinola (* 20. November 1959 in Rom) ist ein italienischer Klassischer Archäologe.

## Leben
Giandomenico Spinola studierte an der Universität Rom, wo er 1984 die Laurea erlangte und 1987 promoviert wurde. Seit 1993 arbeitet er an den Vatikanischen Museen, zunächst als Kurator der frühchristlichen Abteilung und des Museo Pio Cristiano, 2006 wurde er Kurator der Klassischen Antiken und 2009 Leiter der Archäologischen Abteilung der Vatikanischen Museen.
Seit 2013 ist er korrespondierendes Mitglied des Deutschen Archäologischen Instituts.

## Schriften (Auswahl)
- Il «Congiarium» in età imperiale. Aspetti iconografici e topografici. Bretschneider, Rom 1990, ISBN 88-7689-050-5.
- mit Giorgio Filippi: Il materiale archeologico della collezione Borgia in Vaticano. Le iscrizioni, le sculture, i mosaici, le terrecotte. In: Le quattro voci del mondo. Arte, culture e saperi nella collezione di Stefano Borgia 1731–1804. Neapel 2001, S. 192–226.
- mit Paolo Liverani: La necropoli vaticana lungo la via Trionfale. De Luca, Rom 2006, ISBN 978-88-8016-752-5.
- mit Paolo Liverani: Le necropoli vaticane: la città dei morti di Roma. Libreria Editrice Vaticana, Città del Vaticano 2010, ISBN 978-88-16-60434-6.
  - deutsch: Die Nekropolen im Vatikan. Belser, Stuttgart 2010, ISBN 978-3-7630-2575-6.